# Pierre Trimouillat

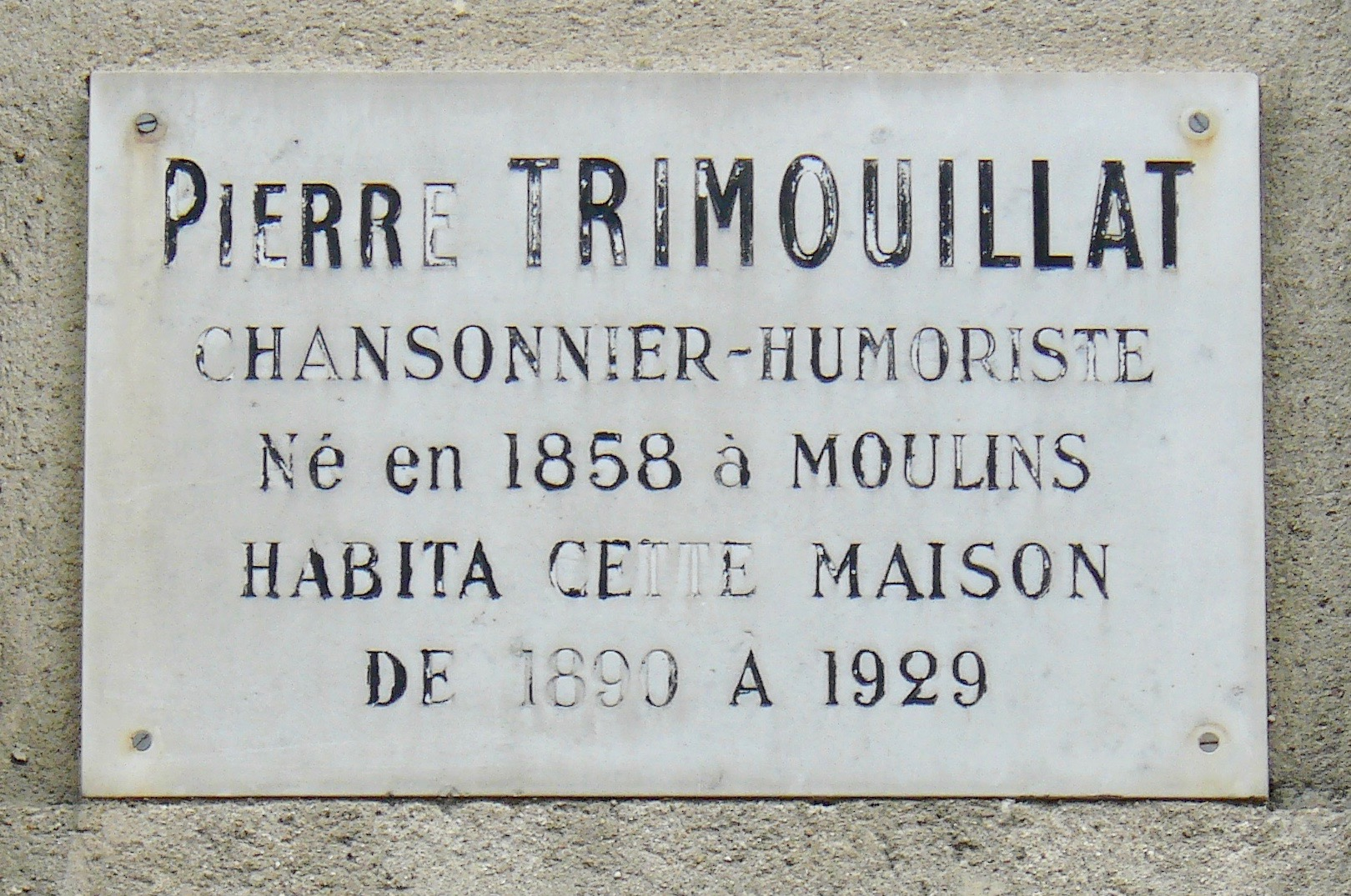
Plaque commémorative sur le domicile parisien de Pierre Trimouillat au n° 10 de la rue Chanoinesse

Pierre Trimouillat, né à Moulins le 13 juillet 1858 et mort à Paris 10e le 5 janvier 1929, est un chansonnier et humoriste français.

## Biographie
Fonctionnaire à la préfecture de police de la Seine, il mène parallèlement une carrière de chansonnier et se produit au Chat noir et aux soirées de La Plume. Lors de la réouverture du café Procope, il propose au patron d'installer au 1er étage un cabaret qu'ils appellent Le Gringoire. Paul Delmet, Eugène Lemercier, Vincent Hyspa, Gabriel de Lautrec, Yan Nibor et Marcel Legay s'y produisent. Ces soirées donnent également lieu à la publication d'une feuille satirique, Le Gringoire, paru entre novembre 1893 et juillet 1894. 
Dans les années 1890, Trimouillat est membre du cercle dramatique Le Gardenia, fondé en 1887 par Paul Fabre. Jusqu'au début des années 1900, il se produit sur de nombreuses scènes de cabarets parisiens. Il est intronisé « baron du rire » par Rodolphe Salis au Chat noir.

### Description
« Un conseiller municipal a proposé de donner à une rue de Paris le nom de Pierre Trimouillat. J’ai fort bien connu Trimouillat. Un petit homme, si maigre que ses vêtements flottaient sur lui. Une tête ébouriffée. Le visage, avec une si drôle de moustache et de barbiche, d’un chat qui fait psss… Un filet de voix, tout petit filet. Un chansonnier, tout petit chansonnier. Il était employé à la Préfecture de la Seine, et le soir allait débiter ses chansons dans des « caveaux », des « goguettes ». Un excellent garçon, le plus modeste du monde. Il aurait été éberlué si on lui eût dit qu’un jour on donnerait son nom à une rue de Paris. » — Paul Léautaud, Gazette d'hier et d'aujourd'hui, Mercure de France, 15 août 1933, page 243.
     La proposition n’a pas été retenue.

## Quelques œuvres
- À trois pas, monologue en vers, Paris : Tresse et Stock, 1886, in-16, 9 p. (BNF 31496318)
- L'Araignée, monologue en vers, Paris : Tresse et Stock, 1886, in-16, 9 p. (BNF 31496319)
- Le Bandeau, monologue en vers, Paris : Tresse et Stock, 1886, in-16, 8 p.  (BNF 31496321)
- Le Bègue, monologue en vers libres, Paris : Tresse et Stock, 1886, in-16, 10 p.  (BNF 31496322)
- La Corde, monologue en vers, Paris : Tresse et Stock, 1886, in-16, 10 p.  (BNF 31496323)
- Le Faux nez, monologue, Paris : Tresse et Stock, 1886, in-16, 13 p.  (BNF 31496324)
- Lettre-close, scène en vers, Paris : Tresse et Stock, 1886, in-16, 10 p.  (BNF 31496326)
- L'Octroi, poésie, Paris : Tresse et Stock, 1886, in-16, 9 p.  (BNF 31496327)
- Le Vengeur, monologue, Paris : Tresse et Stock, 1886, in-16, 10 p.  (BNF 31496328)
- L'Argent, fantaisie rimée, Paris : P. Ollendorff, 1887, in-16, 16 p.  (BNF 31496318)
- Gras et maigres, monologue comique, Paris : P. Franck, 1889, in-16, 4 p.  (BNF 31496325)
- Œuvres de Pierre Trimouillat, ballades, chansons, fantaisies, monologues, parodies, poèmes divers, sous le patronage de Maurice Donnay, Edmond Haraucourt, Charles Léandre, préface par Jacques Ferny, postface par Alcanter de Brahm, Paris : Stock, Delamain et Boutelleau, 1931, in-16, 280 p.  (BNF 31496317)

## Source
- Notice sur Pierre Trimouillat, sur le site Les Commérages de Tybalt